# Paul Benoit
Paul Benoit OSB, auch Paul Benoît (* 9. Dezember 1893 in Nancy, Frankreich; † 10. April 1979 in Clerf, Luxemburg) war ein römisch-katholischer Priester, Benediktiner, Organist und Komponist für Orgel.

## Leben
Während des Ersten Weltkrieges wuchs Benoits Entscheidung, Ordensgeistlicher zu werden. Nach dem Waffenstillstand von 1918 verbrachte er einige Tage in der Benediktinerabtei in Clerf (Clervaux) in Luxemburg (nicht zu verwechseln mit dem Kloster Clairvaux in Frankreich), um kurz danach dort einzutreten. Nach seiner Profess (1921) und seiner Priesterweihe (1926) wurde er mit „Dom“ Paul Benoit angesprochen.
Paul Benoit bekam mit sieben Jahren seinen ersten Klavierunterricht bei seiner Mutter. Orgelunterricht erhielt er von Mlle. Hess, der Tochter des Organisten der Kathedrale Notre-Dame von Nancy, und später – nach seiner Priesterweihe – von Albert Leblanc, dem damaligen Organisten der Kathedrale von Luxemburg, sowie vor allem bei Augustin Pierson, dem Organisten der Kathedrale St-Louis von Versailles. Dort wurde er insbesondere in die Musik von Johann Sebastian Bach und von Louis Vierne eingeführt, der ihn nachhaltig prägen sollte. Gleichzeitig gab er den Organisten aus der Clerfer Gegend Orgelunterricht.
1931 wurde er zum Titularorganisten der Mutin-Cavaillé-Coll-Orgel (3 Manuale, 20 Register) seiner Abtei in Clerf ernannt. Obwohl er bereits in seiner Kindheit kleinere Stücke komponiert hatte, begann zu dieser Zeit Benoits kompositorisches Schaffen, das stark von impressionistischem Geist geprägt war. Nach eigenen Angaben inspirierte er sich bei Johann Sebastian Bach (Kontrapunkt), Louis Vierne (Chromatik), Claude Debussy (freie rhythmische Struktur), Maurice Ravel (Chromatik) und – allen voran – beim Gregorianischen Gesang, den er täglich in seiner Abtei erlebte und der den Ausgangspunkt seines Schaffens darstellt. Benoits Kompositionsstil kann als melodisch-pentatonisch bezeichnet werden. Nonen, Undezimen und Tredezimen werden geschickt verwendet. Die Bewegung der Melodiestimme wird gerne gegen gehaltene Akkorde gesetzt. Seine Kompositionen wirken transparent, niemals pompös-überladen, und scheinen in ihren ruhigen Passagen beinahe mystisch entrückt. Auf Anraten seines Spirituals benutzte er die persönliche Gebetszeit in seiner Klosterzelle zum Komponieren, da er auf diese Weise Gott am besten begegnen könne, und so komponierte er eigenen Aussagen zufolge auch ausschließlich für Gott. Benoît hat übrigens kein einziges öffentliches Konzert gegeben.
1945 lernte Benoit den Pater Dom Georges Chopiney kennen, der sein Vertreter an der Orgel und vor allem ein persönlicher Freund wurde. Dieser unterstreicht in einem Nachruf, dass Benoît nicht nur musikalisch interessiert war, sondern auch – ähnlich wie Olivier Messiaen – eine außergewöhnliche Liebe zur Pflanzen- und zur Tierwelt hatte, gerne in den Wald ging, um sich in Sumpfgebieten aufzuhalten, Pilze zu sammeln, oder Tiere (Vögel, Schmetterlinge, Insekten) zu beobachten. Außerdem betrieb er eine kleine Wetterstation.
Charakterlich war Benoit, Chopiney zufolge, eine komplexe Persönlichkeit. Einerseits war er ein schüchterner, sensibler und ängstlicher Mensch, der ein großes Bedürfnis nach Anerkennung hatte und zugleich Schwierigkeiten, mit anderen Menschen in Beziehung zu treten und ihnen Vertrauen zu schenken. Gleichzeitig konnte er manchmal eifersüchtig, dominant oder gar autoritär auftreten, obwohl er im Grunde ein zutiefst bescheidener Mensch war. Darüber hinaus hatte er eine sentimentale Ader, mit einer gewissen kindlichen Naivität und Begeisterungsfähigkeit. Chopiney schließt mit den Worten: „En définitive, Dom Benoît ne fut jamais rien d'autre qu'un enfant. [...] Il avait une âme d'enfant, limpide, naïve et candide“ (deutsch: „Letztendlich war Dom Benoît niemals etwas anderes als ein Kind. [...] Er hatte eine Kinderseele, rein, naiv und unverdorben.“)
Dom Paul Benoit starb am 10. April 1979 in Clerf und hinterließ ein großes Werk für Orgel, das erst zum Teil veröffentlicht ist.

## Werkliste
- PB 01 – Elévations pour les Messes IX-X-XI (Combre, Paris)[4]
- PB 02 – Elévations pour la Messe XI (Combre, Paris)
- PB 05 – 2 Fantaisies pour orgue (Combre, Paris)
- PB 08 – 50 Élévations (CPP/Belwin, Miami/London)[5]
- PB 09 – Diptyque en l'honneur de Ste Thérèse (Combre, Paris)
- PB 11 – 7 pièces pour harmonium ou orgue (Combre, Paris)
- PB 15 – 60 Pièces dévotionelles (CPP/Belwin, Miami/London)
- PB 21 – Versets du Magnificat (Art Sacré, Klierf)[6]
- PB 22 – Pièces d'orgue pour l'année liturgique (Art Sacré, Clervaux) – Neuauflage von:
  - PB 03 – Au soir de l'Ascension du Seigneur (Fisher & Bro. 7934, 1943)
  - PB 04 – Noël basque (Fisher & Bros. 7961, 1943)
  - PB 06 – 10 petites fugues sur des themes liturgiques (Société anonyme Nancy)
  - PB 10 – 4 préludes pour grand orgue (Fisher & Bro. 8509)
  - PB 12 – Pièces d'orgue (Fisher & Bro. 8774)
  - PB 16 – Esquisses liturgiques (Fisher & Bro. 9517)
  - PB 17 – Triptyque pour orgue (pro defunctis)
- PB 23 – (Art Sacré, Clervaux) – Neuauflage von:
  - PB 07 – Suite liturgique pour Pâques (Fisher & Bro. 8362, 8455, 8359, 8360)
  - PB 19 – Toccata sur „Ite Missa est“ VIII
  - PB 20 – Offertoire sur la Séquence „Te Johannes“
- PB 24 – (Art Sacré, Clervaux) – Neuauflage von:
  - PB 13 – Le Chant intérieur (Fisher & Bro. 8841)
  - PB 14 – 41 Élévations (Fisher & Bro. 8984)
  - PB 18 – Ode pour la paix, pour grand orgue (Fisher & Bro. 9286)
- PB 25 – Noël original avec 6 variations (Art Sacré, Klierf)
- PB 26 – Nativité et Pâques à l'Abbaye de Clervaux (Art Sacré, Klierf)
- PB 27 – Consolatrix Afflictorum (Art Sacré, Klierf, ISBN 2-87996-850-X)
- PB 28 – Livre d'Orgue „Anniversaires 2009“ (Art Sacré, Klierf)

Dabei ist anzumerken, dass ein Großteil seiner Kompositionen (noch) gar nicht veröffentlicht sind.

## Diskographie
- Année liturgique (LP, aufgenommen in Clerf von Albert Leblanc, Luxembourg Sound LS 30 721, zur Gelegenheit seiner Goldenen Profess 1974/1975)
- Pâques, Le Chant Intérieur (CD, aufgenommen in Clerf von Carlo Hommel, 1991, K617 France, K6170201991; auch enthalten in der CD-Box „Carlo Hommel“ von 2006, K617CARLO1-4)
- Nativité et Pâques (2 CDs, aufgenommen in Clerf von Carlo Hommel, 2000, K617 France)
- Consolatrix Afflictorum (CD, aufgenommen in Clerf von Gérard Close, 2007, Art Sacré, RCB01042007)